# Cloak & Dagger (Wet Wet Wet)
Cloak & Dagger è un album di cover del gruppo musicale pop rock / soul scozzese Wet Wet Wet, pubblicato, su etichetta Mercury, nel 1992, in una doppia edizione speciale, insieme al terzo album di inediti di studio della band, High on the Happy Side, numero 1 nella classifica britannica dei long playing. Il lavoro costituisce una specie di messa in scena, dagli evidenti risvolti teatrali e con chiare intenzioni comiche, il tutto limitato però alla sola presentazione esteriore del prodotto, che vede il quartetto ufficialmente trasformato in un quintetto, ribattezzato Maggie Pie & The Impostors, comprendente anche il quinto membro fisso - ma non ufficiale - del gruppo, il secondo chitarrista, Graeme Duffin, che compare pure sulla copertina dell'album.
Il libretto non contiene i testi delle 9 cover di brani già editi, tra cui "Town Crier" di Elvis Costello e "You've Got a Friend" di Carole King, bensì una storia dettagliata del progetto, articolata in un'introduzione e in cinque paragrafi, uno per ciascun componente, da cui apprendiamo anche gli pseudonimi dei vari membri dei Wet Wet Wet, costituiti da veri e propri nomi parlanti nell'originale inglese, così come il nome collettivo del gruppo, che significa infatti «la gazza ladra e gli impostori».
Il batterista Thomas "Tommy" Cunningham è Silky Sticks («bacchette di seta»); il tastierista Neil Mitchell è The Wiz («l'asso»); il cantante solista Marti Pellow è Felix Starskofsky, il cui cognome fittizio riprende la frase stars of sky («stelle del cielo»), con l'aggiunta di una k tra le prime due parole, a rendere il suono ancóra più esotico; il primo chitarrista, Graeme Clark, è Toots Jazz (oltre al significato letterale delle due parole, «Toots Jazz» è, tra l'altro, il nome di un collettivo di musicisti jazz, diplomatisi nei migliori conservatori britannici); il secondo chitarrista, Graeme Duffin, che, come accennato, non è un membro ufficiale dei Wet Wet Wet, ma di fatto è come se lo fosse, dato che collabora sempre con loro, sin dall'inizio, viene definito Zeth che, oltre al richiamo al suono che nell'inglese britannico ha l'ultima lettera dell'alfabeto, la zeta, pronunciata [zed], in opposizione alla variante americana, che presenta invece [zee], riporta anche alla lapidaria descrizione che di lui si fa nel libretto allegato al disco di cover: Zeth is an enigma («Zeth è un enigma») è infatti tutto ciò che si dice di questo musicista fittizio.
Pur non essendo costituiti da brani notissimi, i 9 pezzi inclusi su quest'unico album di cover dei Wet Wet Wet mettono fin troppo bene in evidenza le loro principali influenze, che affondano le proprie radici negli stilemi più classici del blues e del jazz. Un inserto della loro "Angel Eyes" è infatti ripreso, praticamente inalterato, da una delle tracce riproposte qui come cover, ma d'altronde basti pensare al significato volutamente simbolico e metaforico che ha lo pseudonimo collettivo scelto dal gruppo, Maggie Pie & The Impostors (con la lieve variazione ortografica - ma non di pronuncia né di significato - di Maggie Pie & The Imposters, per indicare invece gli autori dell'arrangiamento e della produzione musicale; l'utilizzo alternativo di Imposters, sempre che sia deliberato e non mero errore grafico, vuole forse richiamare il termine «poster», contenuto al suo interno), e al fatto che, tra i ringraziamenti speciali di copertina, figura addirittura Clark Kent, che altri non è se non il nome di Superman in borghese...

## Tracce
1. If You Only Knew (Mose Allison) - 2:54
2. Wouldn't Have Made Any Difference (Todd Rundgren) - 3:50
3. Atlantic Venue (Ferrowe/Gorrie/White) - 2:47
4. Town Crier (Elvis Costello) - 4:27
5. Angeline (John Martyn) - 3:36
6. Get Ready (William Robinson) - 3:08
7. Share Your Love (A. Braggs/R. Malone) - 3:23
8. You've Got a Friend (Carole King) - 4:33
9. Beg Your Pardon Dear (Craig/Smith) - 4:25

## Crediti
- Felix Starskofsky (alias Marti Pellow): cantante
- Silky Sticks (alias Thomas "Tommy" Cunningham): batteria
- The Wiz (alias Neil Mitchell): tastiera
- Toots Jazz (alias Graeme Clark): prima chitarra
- Zeth (alias Graeme Duffin): seconda chitarra
- Cross Your Heart Brass: corni
- Maggie Pie & The Imposters: produzione e arrangiamento
- Ideas Redding. Near Sunny Kriklaf: design
- Clark Kent, Big Dougie, Ed, Fred, Francis, B.B: ringraziamenti speciali